# Schwende
Schwende is een plaats en voormalige gemeente  in het Zwitserse kanton Appenzell Innerrhoden.
Schwende telt 2.171 inwoners. Op 1 mei 2022 fuseerde Schwende met Rüte tot de gemeente Schwende-Rüte.